# Cantón Mera
El Cantón Mera está conformado por tres parroquias Mera, Shell y Madre Tierra. Pertenece a la provincia de Pastaza. Su cabecera cantonal es la ciudad de Mera. Su población es de 11.861 habitantes, tiene una superficie de 520 km².
El cantón se crea, el 10 de abril de 1967 en la administración del Dr. Otto Arosemena Gómez, presidente constitucional interino de la República.   
Tiene una superficie aproximada de 520Km2. Y se encuentra ubicado  al Oeste de la provincia de Pastaza, esta a 1185 m s. n. m.
El cantón Mera también conocido como San Pablo de Mera, es un espacio territorial asentado sobre una planicie al pie del Cerro Habitagua que forma parte de las estribaciones de la Cordillera Oriental de los Andes descubierta en 1964 por el insigne quiteño Don Luciano Andrade Marín.    
El cantón Mera, lleva este nombre en honor al escritor autodidacta Juan León Mera, escritor del himno nacional del Ecuador y autor de la novela Cumandá o un drama entre salvajes.    
Este cantón fue reconocido por el INEC como el cantón más verde del Ecuador, debido a que posee 22,83 m² de áreas verdes por habitante; es conocido también como la puerta de ingreso a la Amazonía, la Atalaya del Oriente, y El milagro verde del Ecuador, por poseer el 6,5% del  Parque Nacional LLanganates y el 40% del corredor Sangay.     
Posee una riqueza cultural abundante que se exhibe por medio de la historia aeronáutica de la parroquia Shell, y la etnografía sin par de 6 de las 7 nacionalidades de Pastaza que se asientan en la parroquia Madre Tierra (Kichwa, Shuar, Achuar, Shiwiar, Andwa, Sapara).

### Fauna
Entre los animales que se encuentran en la zona tenemos desde los más feroces como la pantera, hasta aquellos menores como: tigrillo, raposa, zainos, venados, danta, guatusa, armadillos, tejones, cuchucho, mono, ardilla, oso. En cuanto a aves: pava, torcaza, búho, perdiz, gallo de peña, tucanes, cutupagchos, variedad de pájaros multicolores, que en conjunto embellecen el entorno y lo vuelven cautivante.

### Parques nacionales
El cantón MERA tiene parte de dos parques nacionales simbólicos, los Llanganates y Yasuni, además contiene las cuencas de agua más puras y frágiles del planeta de los cuál nacen los Ríos:  
- Nuchumingui,
- Chico
- Plata
- Charguayaku
- Alpayaku
- Mangayaku
- Anzu
- Piatua
- Chontayaku
- Tigre
- Kilo
- Pastaza
- Pindo

La ciudad de Mera está entre los 20 lugares que más llueve en el mundo. A sus inicios fue usada como lugar de descanso de las caravanas de los colonos que viajaban hacia  la ciudad del Puyo, por senderos estrechos, lodosos y difícil acceso en temporadas de lluvia. La ciudad  de Mera fuera declarado por la WWF (World Wildlife Fund International), Regalo para la tierra.    
El historiador Efrén Fernández, en una entrevista realizada al respecto dice: La primera obra de los colonos fue la construcción de un camino de herradura desde el río Mangayacu a esta población, que por falta de una vía para transitar, se hacían del mencionado río a ésta, seis horas, por los fuerte fangos que existían. Este trabajo lo realizamos mediante mingas semanales de hombres, mujeres y niños. En las décadas del 50 al 70 fue reconocido por tu abundante producción de naranjilla la Pepa de oro en sus tiempos. Mera, lugar de ensueño por las aguas cristalinas de tus ríos, con una vista panorámica envidiable, las peñas junto al camino y ríos con orquídeas de diversos matices y variedades, ganan la admiración de propios y extraños. Es habitual tomar fotografías de su entorno natural para engalanar portadas de sitios web, libros, revistas con el majestuoso Pastaza, peñas del río Pastaza, tinajas del Río Anzu, cavernas, su vegetación y cultura. (José Omar Gavilanes, 2020).      

## Límites
- Al norte con la provincia de Napo.
- Al sur con provincia de Morona Santiago.
- Al este con el cantón Pastaza.
- Al oeste con las provincias de Morona Santiago y Tungurahua.

## División política
Mera tiene tres parroquias:

### Parroquias urbanas
- Mera (cabecera cantonal)

### Parroquias rurales
- Madre Tierra
- Shell